# FIA ecoRally Cup 2022
La FIA ecoRally Cup 2022 è la stagione 2022 del Campionato del mondo di rally per veicoli ad alimentazione elettrica organizzato dalla Federazione Internazionale dell'Automobile e sviluppato in gare di regolarità e minor consumo. Prevede lo svolgimento di otto gare di regolarità in sette paesi.

## Calendario e risultati
| Data                          | Gara                                  | 1º posto                                                        | 2º posto                                                        | 3º posto                                                           |           |
| ----------------------------- | ------------------------------------- | --------------------------------------------------------------- | --------------------------------------------------------------- | ------------------------------------------------------------------ | --------- |
| 4-6 marzo 2022                | Eco Rallye de la Comunitat Valenciana | Eneko Conde Pujana (pilota) Lukas Sergnese Bermúdez (co-pilota) | Michal Žďárský (pilota) Jakub Nábělek (co-pilota)               | Carla Álvarez Sanjurjo (pilota) Daniel Remón Rodríguez (co-pilota) |           |
| 4-6 marzo 2022                | Eco Rallye de la Comunitat Valenciana | Kia eSoul                                                       | Hyundai Kona                                                    | Hyundai Kona                                                       |           |
| 19-21 maggio 2022             | Czech New Energies Rallye             | Michal Žďárský (pilota) Jakub Nábělek (co-pilota)               | Guido Guerrini (pilota) Artur Prusak (co-pilota)                | Eneko Conde Pujana (pilota) Lukas Sergnese Bermúdez (co-pilota)    |           |
| 19-21 maggio 2022             | Czech New Energies Rallye             | Hyundai Kona                                                    | Kia eNiro                                                       | Kia eSoul                                                          |           |
| 24-26 giugno 2022             | Oeiras Eco Rally Portugal             | Eneko Conde Pujana (pilota) Lukas Sergnese Bermúdez (co-pilota) | Michal Žďárský (pilota) Jakub Nábělek (co-pilota)               | Guido Guerrini (pilota) Artur Prusak (co-pilota)                   |           |
| 24-26 giugno 2022             | Oeiras Eco Rally Portugal             | Kia eSoul                                                       | Hyundai Kona                                                    | Kia eNiro                                                          |           |
| 15-16 luglio 2022             | eRally Iceland                        | Annullata                                                       | Annullata                                                       | Annullata                                                          | Annullata |
| 2-3 settembre 2022            | Mahle Eco Rally                       | Guido Guerrini (pilota) Artur Prusak (co-pilota)                | Eneko Conde Pujana (pilota) Lukas Sergnese Bermúdez (co-pilota) | Carlos Sergnese Mastelli (pilota) Laura Bermúdez (co-pilota)       |           |
| 2-3 settembre 2022            | Mahle Eco Rally                       | Kia eNiro                                                       | Kia eSoul                                                       | MG ZS                                                              |           |
| 30 settembre - 2 ottobre 2022 | Eco Rallye Bilbao-Petronor            | Eneko Conde Pujana (pilota) Lukas Sergnese Bermúdez (co-pilota) | Michal Žďárský (pilota) Jakub Nábělek (co-pilota)               | Guido Guerrini (pilota) Artur Prusak (co-pilota)                   |           |
| 30 settembre - 2 ottobre 2022 | Eco Rallye Bilbao-Petronor            | Kia eSoul                                                       | Hyundai Kona                                                    | Kia eNiro                                                          |           |
| 26-29 ottobre 2022            | eRallye Monte Carlo                   | Jacques Pastor (pilota) Fulvio Gazzola (co-pilota)              | Eneko Conde Pujana (pilota) Lukas Sergnese Bermúdez (co-pilota) | Guido Guerrini (pilota) Artur Prusak (co-pilota)                   |           |
| 26-29 ottobre 2022            | eRallye Monte Carlo                   | Kia EV6                                                         | Kia eSoul                                                       | Kia eNiro                                                          |           |
| 17-19 novembre 2022           | EcoDolomites GT                       | Guido Guerrini (pilota) Artur Prusak (co-pilota)                | Michal Žďárský (pilota) Jakub Nábělek (co-pilota)               | Franko Špacapan (pilota) Sebastjan Kobal (co-pilota)               |           |
| 17-19 novembre 2022           | EcoDolomites GT                       | Kia eNiro                                                       | Hyundai Kona                                                    | Kia eNiro                                                          |           |

## Classifiche

### Piloti
| Punti | Pilota (prime posizioni) |
| ----- | ------------------------ |
| 118,5 | Eneko Conde Pujana       |
| 115,5 | Guido Guerrini           |
| 100,5 | Michal Žďárský           |
| 63    | Carlos Sergnese Mastelli |
| 55,5  | Didier Malga             |

### Co-piloti
| Punti | Co-pilota (prime posizioni) |
| ----- | --------------------------- |
| 118,5 | Lukas Sergnese Bermúdez     |
| 115,5 | Artur Prusak                |
| 100,5 | Jakub Nábělek               |
| 55,5  | Anne-Valérie Bonnel         |

### Costruttori
| Punti | Marca (prime posizioni) |
| ----- | ----------------------- |
| 152,5 | Kia                     |
| 105   | Hyundai                 |
| 67,5  | MG                      |